# Donizetti (futebolista)
Aparecido Donizetti de Souza, mais conhecido apenas como Donizetti ou Donizete (Santa Rita do Passa Quatro, 10 de junho de 1973), é um ex-futebolista brasileiro, que atuava como goleiro. Teve passagem marcante no Cerâmica Atlético Clube, onde obteve o maior título da história do clube e é considerado um dos maiores ídolos. Seu apelido é Doni.

## Carreira
Donizetti iniciou sua carreira nas categorias de base do Botafogo (SP). Seu primeiro clube profissional foi a Caldense de Minas. Em 1993 chegou ao Rio Grande do Sul, onde atuou por diversos clubes do estado. Em abril de 2006 ele assinou um contrato de três meses com o Metropolitano Atualmente atua no Campeonato Municipal de Veteranos de Gravataí pelo EC Barnabé.

### Cerâmica
O jogador chegou ao clube em junho de 2008. Jogou na Segunda Divisão do Campeonato Gaúcho de 2009, 2010 e 2011. Também foi finalista da Copa FGF em 2010. Pelo clube, Donizetti disputou a Copa do Brasil de Futebol de 2010, sendo eliminado na primeira fase, o Campeonato Brasileiro de Futebol de 2011 - Série D, em que foi eliminado também na primeira fase, e a Recopa Sul-Brasileira de 2010, sagrando-se campeão. O jogador ainda foi um dos destaques do acesso do clube para a primeira divisão do Gauchão em 2011.

### Preparador de goleiros
- De 15 de dezembro de 2011 até 5 de julho de 2013: preparador de goleiros do Cerâmica.[2]
- De 5 de julho de 2013 até 17 de março de 2014: treinador de goleiros do Pelotas.[3]
- De 17 de março de 2014: treinador de goleiros do Cerâmica.[4]

Atualmente esta no S.C INTERNACIONAL como Preparador de goleiros.

## Títulos
Cerâmica
- : Recopa Sul-Brasileira - 2010

São Luis
- : Campeonato Gaúcho - Segunda Divisão - 2005